# Папунидзе, Вахтанг Рафаэлович
Вахтанг Рафаэлович Папунидзе (1929 — 1987, Батуми, Грузинская ССР, СССР) — советский хозяйственный, государственный и партийный деятель, учёный в области сельского хозяйства. Первый секретарь Аджарского обкома КП Грузии (1975—1986). Доктор экономических наук (1968), кандидат сельскохозяйственных наук (1971), профессор.

## Биография
Родился в 1929. Член КПСС с 1952.

### Образование
Окончил Грузинский сельскохозяйственный институт. 
В 1958 защитил диссертацию на соискание учёной степени кандидата экономических наук. Тема диссертации: «К анализу хозяйственной деятельности субтропического совхоза: на примере Чаквинского чайного совхоза».
В 1968 защитил диссертацию на соискание учёной степени доктора экономических наук. Тема диссертации: «Вопросы интенсификации сельского хозяйства Грузинской ССР».
В 1971 защитил диссертацию на соискание учёной степени кандидата сельскохозяйственных наук. Тема диссертации: «Рост сеянцев и саженцев некоторых иноземных пород под влиянием удобрений в условиях влажного субтропического климата Аджарии».

### Трудовая деятельность
С 1954 года — на хозяйственной, общественной и политической работе. В 1954—1986 гг. — агротехник, младший научный сотрудник, аспирант, на руководящих должностях в республиканских научно-исследовательских институтах экономики и планирования народного хозяйства, заместитель заведующего сельскохозяйственным отделом ЦК КП Грузии, секретарь Аджарского обкома партии, первый секретарь Аджарского обкома Компартии Грузии.
Избирался депутатом Верховного Совета СССР 10-го и 11-го созывов.
Делегат XXV, XXVI и XXVII съездов КПСС.
Умер в 1987 году.

## Награды
- Орден Трудового Красного Знамени (1976)
- Орден Дружбы народов (1979)
- Орден «Знак Почёта» (1986)